# Bugo
Bugo, pseudonimo di Cristian Bugatti (Rho, 2 agosto 1973), è un cantautore e artista visivo italiano.
Dall'inizio della sua carriera ha pubblicato 10 album. Nel corso degli anni Bugo ha personalizzato il suo stile musicale arrivando a toccare molti generi diversi, come rock, garage rock, blues, folk, rap, psichedelia, noise, pop, musica elettronica e musica strumentale.
È considerato da più parti come il pioniere di un nuovo cantautorato italiano, artista che ha in qualche modo traghettato la canzone impegnata degli anni 1970 verso la disillusione degli anni 2000. Per questa ragione nei primi anni 2000 fu definito, con un neologismo, "fantautore".
Secondo AllMusic, Bugo è uno dei più controversi artisti emersi dalla scena indipendente italiana degli anni '90, amato dai fan e da alcuni critici, ma anche disprezzato e giudicato come un semplice atto di commedia da altri. Si è dedicato anche all'arte visiva e al mondo del cinema. Nel 2012 il giornale britannico The Guardian inserisce Bugo in un articolo sulla musica italiana attuale. Nel 2015 la rivista Rolling Stone Italia lo inserisce tra le 100 facce della musica italiana.
Ha all'attivo due partecipazioni al Festival di Sanremo: nel 2020 assieme a Morgan con il brano Sincero, occasione in cui però è stato squalificato a gara in corso, e nel 2021 con il brano E invece sì.
Il cantante ha concluso la sua carriera musicale con un concerto tenutosi a Milano il 1° aprile 2025.

## Biografia

### L'infanzia e l'adolescenza (1973-1994)
Cristian Bugatti nasce a Rho, comune alle porte di Milano, il 2 agosto del 1973. Poco dopo la sua nascita, si trasferisce al seguito della famiglia a Cerano, in provincia di Novara, dove il futuro artista trascorre gli anni giovanili. La sua non è una famiglia di artisti: la madre è una casalinga e il padre è un commerciante nel campo dei metalli. Frequenta le elementari in una scuola di preti, dove fa il chierichetto per 5 anni. Questo precoce incontro con il mondo ecclesiastico segnerà profondamente la vita del bambino, tanto che, quando diventerà cantautore anni più avanti, tratterà del rapporto con la religione in diverse canzoni. Frequenta la scuola media di Cerano. Gioca nel Cerano Calcio per un paio di stagioni e successivamente si iscrive nella squadra di pallacanestro del paese.
Dopo la scuola media, la famiglia si trasferisce a San Martino di Trecate, appena fuori Cerano, dove Cristian viene iscritto al Liceo Scientifico Antonelli a Novara. Il temperamento mite e riservato che lo aveva caratterizzato fino alle scuole medie, cambia radicalmente durante gli anni del liceo. La rigidità degli insegnanti e il disinteresse per le materie scolastiche fanno crescere in lui una forte propensione alla ribellione. Negli ultimi anni di liceo si appassiona alla letteratura, dimostrando interesse per la poesia simbolista (principalmente quella del poeta francese Arthur Rimbaud).
È sempre di questo periodo il primo incontro con il mondo della musica. Alcuni amici di Cerano lo invitano alle prove della loro band e Bugo per la prima volta mette le mani su uno strumento, la batteria. La chiamata del 1992 per il servizio militare tuttavia gli impedisce di proseguire questa esperienza.
Durante il servizio di leva, Bugatti impara però a suonare la chitarra e scrive le sue prime canzoni, tra cui una rudimentale Faccio il militare, canzone tuttora inedita eseguita nel solo accordo di Mi. L'anno da militare sarà un periodo difficile per il futuro Bugo, lontano da casa e in un ambiente rigido. Tuttavia gli permetterà di sviluppare il suo nuovo interesse per la musica e lo studio della chitarra. Inoltre l'esperienza ritornerà anni dopo sotto forma di un film, quando nel 2011 nel film Missione di pace di Francesco Lagi vestirà i panni del soldato Quinzio, un militare che suona la chitarra.

### Primi passi nel mondo della musica (1994-1999)

#### I Quaxo e le prime canzoni come Bugo
Il 1994 è un anno importante per la sua formazione: terminato il servizio militare, ritorna in provincia di Novara e fonda un gruppo musicale, i Quaxo, insieme al batterista Cristian Dondi (amico di Cerano che negli anni a venire continuerà a collaborare con lui) ed al bassista Guido Pellò. Bugatti, chitarra elettrica e voce, è autore di tutte le canzoni. Lo stile è influenzato dal punk rock e dai Nirvana, i testi sono in italiano. Il gruppo realizza due demo in audiocassetta, tiene qualche concerto soprattutto nel novarese, e partecipa con una canzone alla compilation We Bastard Motherfuckers vl.3 della "Blu Bus Circus", etichetta fondata dal gruppo hardcore Kina.
Il gruppo dura due anni, fino al 1996. L'esperienza con i Quaxo è stata decisiva per l'artista: in primo luogo perché gli permette di capire che per il suo temperamento ribelle e decisionale non è adatto alle dinamiche interne di una band, e in secondo luogo gli permette di maturare come autore di canzoni. Lo scioglimento dei Quaxo coincide anche con la decisione di ritirarsi dall'Università, che aveva frequentato per poco tempo e con scarso interesse.
Bugo inizia quindi a lavorare in una fonderia di metalli, deciso ad accumulare un po' di denaro. Nel frattempo scrive canzoni e compone un demo autoprodotto in audiocassetta, Pane, pene, pan. Sono i primissimi passi come cantautore. Restio a inventarsi un nome d'arte finto e costruito, come cantautore sceglie di farsi chiamare semplicemente Bugo, soprannome derivato dal suo cognome con il quale viene chiamato da tutti gli amici fin dai tempi della scuola media a Cerano.
Il primo concerto a nome Bugo è del marzo del 1998 a Vigevano. Quella sera è presente Bruno Dorella, personaggio molto attivo nell'ambiente musicale alternativo, già batterista dei Wolfango, che rimane molto colpito dalla stravaganza di Bugo e gli propone di collaborare con la sua etichetta Bar La Muerte. La prima uscita è un singolo, "Questione d'eternità", pubblicato in vinile nel 1999.

### Gli anni duemila

#### Esordio come cantautore e primi due album
Nel dicembre 2000 esce il primo album di Bugo, La prima gratta (per le etichette Bar La Muerte e Snowdonia Dischi). È un album folk, registrato in bassa fedeltà, secondo i canoni del lo-fi. Contiene canzoni ancora acerbe dal punto di vista compositivo, ma canzoni come Spermatozoi, molto amata dai fan, rimarranno in scaletta concerto per molti anni.
Nel dicembre 2001 esce il secondo disco di Bugo con il nome Sentimento westernato per le etichette Bar La Muerte, Beware! e Wallace Records. Il disco permette a Bugo di farsi un nome nel circuito musicale alternativo, con una proposta musicale nuova in Italia, ironica e geniale, in contrasto con la cupezza della musica underground italiana degli anni '90. Arrivano anche i primi concerti nel resto d'italia.
Partecipa al programma di MTV condotto da Enrico Silvestrin Supersonic, nel quale Bugo per la prima volta appare sugli schermi televisivi e la cui esibizione viene ancora ricordata come una delle esibizioni più importanti della carriera musicale di Bugo. Nel febbraio 2002 esce il 10 pollici Ne vale la pena? (Bar La Muerte, Burp Publications, Wallace Records), contenente canzoni dal sapore garage rock. Sarà edito anche un video dalla canzone omonima, il primo videoclip che si conosce di Bugo, per la regia di Cristian Dondi, vecchio amico di Bugo.

#### Il trasferimento a Milano e la firma con Universal Music
Per dare fondamento alla sua passione per la musica, Bugo si trasferisce a Milano, sede delle più importanti case discografiche italiane. Il successo di Bugo negli ambienti alternativi arriva ai piani alti delle major, tanto che Bugo sigla un contratto con Universal Records. 
Nell'ottobre del 2002 esce il disco Dal lofai al cisei. Il primo singolo estratto dall'album è Casalingo. Seguiranno altri due singoli, Io mi rompo i coglioni e Pasta al burro. Bugo viene eletto "artista dell'anno" al Meeting delle etichette indipendenti 2002 di Faenza. Continua l'attività live, da segnalare la partecipazione alla data di Padova del Tora! Tora!, in cui Bugo invita sul palco il musicista Morgan.
Nell'aprile 2004 esce il doppio album Golia & Melchiorre, sempre per Universal. L'album si divide in due cd: Arriva Golia!, elettronico e sperimentale, registrato da Riccardo Gamondi dei Uochi Toki e mixato da Roberto Vernetti, e La gioia di Melchiorre, cantautoriale e malinconico, prodotto da Bugo stesso e Maurice Andiloro, che vede la partecipazione del bluesman Joe Valeriano. La copertina dell'album (Bugo tiene per i capelli la propria testa decapitata) viene censurata dalla casa discografica la quale decide di applicare sul viso di Bugo un adesivo raffigurante un cestino da picnic. Anche il video del singolo apripista, Carla è Franca, viene censurato dalle tv musicali. A settembre esce il secondo singolo, Il sintetizzatore, con un videoclip al seguito.
Il terzo disco per Universal, dal titolo Sguardo contemporaneo, esce nell'aprile 2006 e vede la produzione di Giorgio Canali. Il singolo apripista è Millennia. Seguono altri tre singoli, Che lavoro fai, Ggell e Amore mio infinito. Ggell viene promosso assieme a Kama anche nel programma televisivo Larsen di Rai Futura, mentre Amore mio infinito viene registrato in una nuova veste più elettronica con la partecipazione dell'attrice e cantante Violante Placido (aka Viola). Insieme promuovono il singolo al programma televisivo CD Live" su Rai 2,

#### La svolta elettronica

Bugo sul main stage dell'Arezzo Wave Festival 2009

Nell'aprile 2008 esce Contatti, la cui produzione artistica è affidata al produttore/dj Stefano Fontana (alias Stylophonic), già produttore di Buon sangue di Jovanotti. Il primo singolo dell'album è C'è crisi. Il video diretto da Lorenzo Vignolo viene votato "Miglior video" nella sezione "Out of Indies" al MEI di Faenza. Viene invitato due volte da Simona Ventura ad esibirsi durante la trasmissione Quelli che il calcio su Rai 2 e da Daria Bignardi alla trasmissione Le Invasioni barbariche su LA7. Durante l'estate esce il secondo singolo Love boat con un video diretto ancora da Vignolo. Sempre in estate Bugo gira un video a Milano per "La felicità" diretto Federico Vitetta e Ty Evans con la partecipazione del Chocolate Skate Team dalla California (prodotto da Spike Jonze). Segue il terzo singolo Nel giro giusto, diretto da Soda Studio.
Nell'agosto 2008 il produttore/dj Steve Aoki inserisce La mano mia (Cecile and The Bloody Beetroots Remix) nella compilation Radio 1 Essential Mix per la BBC Radio di Londra.
Nel settembre 2008 esce una nuova versione di Contatti, che prevede, oltre alla scaletta originale, Love Boat (Roba remix) e Che diritti ho su di te (live version 2008).
Partecipa all'edizione 2008 degli MTV Days e in dicembre al tributo a Fabrizio De André al Teatro Dal Verme a Milano eseguendo Avventura a Durango (traduzione di Romance in Durango di Bob Dylan). Si esibisce sul main stage dell'edizione di Italia Wave del 2009, dedicata al quarantennale di Woodstock. Bugo esegue, tra i vari brani, anche una reinterpretazione di Jimi Hendrix in Fire, che apparirà sulla compilation della manifestazione omonima. Da segnalare un'altra cover che Bugo suonerà per tutta la durata del tour: Prisencolinensinainciusol di Adriano Celentano.

### Gli anni duemiladieci

#### Il filmMissione di pacee il discoNuovi rimedi per la miopia
Bugo partecipa alle riprese del film Missione di pace, diretto da Francesco Lagi. Il film viene presentato in prima mondiale il 9 settembre 2011 fuori concorso nella Settimana Internazionale della Critica alla 68ª Mostra internazionale d'arte cinematografica di Venezia, riscuotendo un'ottima accoglienza da parte del pubblico presente. Oltre all'interpretazione nei panni di Quinzio, uno dei soldati (tra cui anche Alba Rohrwacher) capitanati dal protagonista Capitano Vinciguerra (interpretato da Silvio Orlando), Bugo realizza la colonna sonora del film nel quale compaiono, oltre a temi strumentali inediti composti per l'occasione, anche le canzoni Ggeell, Casalingo, Che diritti ho su di te e la nuova I miei occhi vedono.

Bugo in concerto nel 2012

Il 27 settembre 2011 Bugo pubblica, sempre per Universal Music, un nuovo album dal titolo Nuovi rimedi per la miopia, prodotto e arrangiato da Saverio Lanza, Cécile e Bugo stesso. L'album è stato anticipato il 2 settembre dal singolo I miei occhi vedono, già colonna sonora del film Missione di pace. Segue il secondo singolo, La salita, che sarà accompagnato da un nuovo videoclip per la regia di Lorenzo Vignolo.
Via Twitter realizza la prima intervista open source di un artista italiano: intervista in video diretta con i fan. Il 24 gennaio 2012 esce Le canzoni ai testimoni, nuovo disco di Enrico Ruggeri in cui Bugo reinterpreta la canzone Il lavaggio del cervello insieme allo stesso Ruggeri.
Il 31 marzo 2012 Bugo viene invitato alla trasmissione London Live 2.0 su Rai 2 per presentare ed eseguire dal vivo Comunque io voglio te, terzo singolo estratto da Nuovi rimedi per la miopia. Il brano sarà affiancato da un nuovo videoclip per la regia di Roberto "Rup" Paolini.
Il 10 luglio 2012 il giornale britannico The Guardian pubblica un articolo sulla musica italiana attuale includendo Bugo insieme a Vasco Rossi, Jovanotti, Tiziano Ferro e altri.
Bugo realizza un nuovo videoclip per il quarto singolo Nonhotempo (regia dell'illustratrice Olimpia Zagnoli). Il video viene mostrato in occasione dell'ultima data del tour, che si tiene il 9 settembre 2012 al Carroponte di Sesto San Giovanni.
Dopo il concerto, Bugo scherzosamente annuncia il suo ritiro dalle scene per "9 anni e 7 mesi". Ciò è chiaramente uno scherzo, ma come dichiarerà più avanti, Bugo medita di abbandonare il mondo della musica, probabilmente deluso dal forte clamore suscitato da Nuovi rimedi per la miopia.

#### Arte visiva
A parte un breve tour acustico nel 2013, per diversi anni l'attività musicale di Bugo è ferma, in favore di un interessamento per l'arte visiva. 
Tra il 2009 e il 2014 Bugo è attivo a tempo pieno come artista visivo, vicino alle ricerche dell'arte concettuale. Collabora saltuariamente con la rivista d'arte contemporanea "Flash Art".
Nel 2009 partecipa a Gemine Muse 2009 presso il Museo Faraggiana Ferrandi di Novara. Nel 2010 la prima mostra personale a Roma. Espone alla fiera internazionale d'arte contemporanea di Roma (The Road to Contemporary Art). Nel 2012 partecipa al MiArt 2012, la fiera internazionale di arte moderna e contemporanea di Milano. Nel 2012 la seconda mostra personale presso Room Galleria a Milano.
Nel 2013 realizza un'opera pubblica per le strade di Ghaziabad, a 30 km da New Delhi (India). Sempre nel 2013 partecipa all'iniziativa Art4shop esponendo, presso il parco commerciale di San Giuliano Milanese, un autoritratto di grandi dimensioni.
Nel 2014 Bugo realizza un autoritratto di grandi dimensioni per le strade di New Delhi in occasione dell'India Art Fair, e pubblica il magazine d'arte "Acid Times".
In un'intervista del 2021 con il critico d'arte Francesco Bonami, Bugo ricorda come abbia preso sul serio quei 5 anni come artista visivo: «Non è mai stato un gioco anche se ricordo quegli anni con un sorriso».

#### Nuovo contratto, Concerto del Primo Maggio e primo posto in classifica FIMI
Nel febbraio del 2015 arriva la notizia della firma di Bugo con la Carosello Records: è il ritorno discografico dopo cinque anni. L'annuncio arriva in contemporanea all'inserimento del suo volto tra i 100 della musica italiana, nello speciale celebrativo targato Rolling Stone.
Il 22 maggio 2015 esce il singolo Cosa ne pensi Sergio, prodotto insieme al produttore Matteo Cantaluppi. Il singolo è lanciato da una singolare campagna pubblicitaria che prevede l'affissione di manifesti anonimi con la sola scritta "Cosa ne pensi Sergio". Qualche settimana dopo lancia un'omonima web series dalla sua pagina Facebook, con lo stesso levriero afghano, Sergio, come co-protagonista.
Anticipato dal singolo Vado ma non so, il 23 ottobre 2015 esce l'EP Arrivano I nostri, prodotto insieme a Matteo Cantaluppi e sempre sotto Carosello. Viene organizzato un tour promozionale nei club con l'agenzia Live Nation.
Nell'aprile 2016 viene pubblicato l'ottavo album, Nessuna scala da salire. Il disco ha un immediato riscontro di vendite, tanto da arrivare al primo posto della classifica ufficiale vinili della FIMI. Il primo singolo estratto è Me la godo. Segue un tour promozionale in tutta Italia, tra cui il concertone del Primo Maggio a Roma e una tappa all'estero allo Sziget Festival di Budapest. In scaletta per tutto il tour, presente anche la canzone Bollicine di Vasco Rossi.
Nel dicembre viene pubblicato un nuovo singolo "Nei tuoi sogni", con annesso videoclip e tour nei club durante autunno ed inverno.

#### Il ritorno al rock
Nell'aprile del 2017 Bugo rilascia una intervista per RaiNews24 in cui annuncia un ritorno alle origini del rock. All'insegna del rock, forma una nuova band e parte in tour per l'estate, sempre con il supporto dell'agenzia Live Nation. Il nuovo tour rock riscuote grande interesse e si chiude il 7 settembre a Carroponte di Sesto San Giovanni. Come regalo ai fan, Bugo annuncia la pubblicazione su YouTube dell'audio di un intero concerto tratto dal nuovo trascorso rock.
Nel maggio del 2018, pubblica l'album RockBugo, prima raccolta ufficiale con i successi di 18 anni di carriera solista riarrangiati in chiave rock. L'album esce prima in vinile, e dal 6 luglio 2018 anche in digitale. Segue una serie di concerti estivi, tra cui si segnalano le anteprima a Milano e Roma, e i concerti con Irene Grandi a Madrid e come supporter dei Negrita al Castello Scaligero di Villafranca. RockBugo viene scelto per la candidatura a "miglior album italiano" per i Rockol Awards.
Nell'autunno 2019 viene pubblicato da Rizzoli il primo libro di Bugo, La festa del nulla. Si tratta di un romanzo di formazione che unisce vicende e personaggi di fantasia a tratti autobiografici del cantautore.

### Gli anni duemilaventi

#### Le partecipazioni al Festival di Sanremo: il caso con Morgan e il ritorno
Nel 2020 partecipa per la prima volta al Festival di Sanremo, in coppia con Morgan con la canzone Sincero. Nella serata del venerdì, Morgan inizia la canzone cambiando il testo della stessa e inserendovi critiche nei confronti di Bugo, il quale abbandona il palco innervosito e l'esibizione viene interrotta. A fine serata viene annunciata la squalifica della coppia dalla gara canora. L'episodio suscita un notevole clamore mediatico.
Il 7 febbraio viene pubblicato un nuovo album dal titolo Cristian Bugatti, prodotto da Simone Bertolotti e da Andrea Bonomo. Il primo singolo estratto è il brano sanremese Sincero, con annesso videoclip. Il 1º maggio, in concomitanza con la partecipazione di Bugo al Concerto del Primo Maggio a Roma, viene lanciato il secondo singolo Mi manca, in duetto con Ermal Meta.
Aderisce a Italian Allstars 4 Life per l'incisione del brano Ma il cielo è sempre blu (cover del brano di Rino Gaetano), i cui ricavati vengono devoluti alla Croce Rossa Italiana a supporto delle persone più fragili colpite dalla pandemia di COVID-19 del 2019-2021.
Partecipa agli eventi musicali Battiti Live e RadioBruno Estate. È uno dei giudici del Festival di Castrocaro 2020. Partecipa ai Seat Music Awards 2020 all'Arena di Verona. Il 4 dicembre 2020 viene lanciato il terzo singolo Quando impazzirò.
Il 17 dicembre 2020 Amadeus, durante la trasmissione Sanremo Giovani, annuncia la presenza di Bugo al Festival di Sanremo 2021 tra i 26 campioni in gara con il brano E invece sì.
Durante i giorni del Festival, tenutosi dal 2 al 6 marzo 2021, Bugo viene schernito dai giornalisti di settore e, alla vigilia della finale, replica inviando a tutti gli organi d'informazione un comunicato stampa che inizia così:
Al termine della competizione musicale, il brano di Bugo si classifica al 24º posto su 26 brani in gara.
Il 5 marzo 2021, viene pubblicato Bugatti Cristian, riedizione ampliata dell'album dell'anno precedente. Il primo singolo estratto è il brano sanremese E invece sì, con annesso videoclip.
Il 21 maggio Bugo lancia il nuovo singolo Come mi pare. Nel corso del 2021 partecipa agli eventi musicali del Primo Maggio a Roma, Battiti Live e Radio Bruno Estate.

#### L'ultimo album e il ritiro dalle scene
Nel 2022 viene annunciata la sua partecipazione all'edizione 2022 del programma televisivo Pechino Express, in coppia con il suo batterista Cristian Dondi. Insieme ad Ambra Angiolini, è conduttore del Concerto del Primo Maggio a Roma.
Intervistato da Rockit nel giugno 2022, durante il loro podcast Venticinque, annuncia di star lavorando al prossimo disco in studio.
Il 9 giugno 2023 pubblica il singolo "Un bambino" (ADA Music Italy). Seguiranno i singoli "Rock and roll" e "Non lo so".
Il 1º marzo 2024 viene pubblicato il singolo "Per fortuna che ci sono io", con videoclip annesso, girato all'interno dell'Allianz Stadium di Torino.
Il 15 marzo del 2024 esce l'omonimo album di inediti Per fortuna che ci sono io (ADA Music Italy). Seguirà il singolo "Carciofi".
Nel dicembre dello stesso anno ha annunciato il ritiro dalle scene musicali, confermato poi nel marzo 2025. Il concerto finale si è tenuto all'Alcatraz di Milano il 1° aprile 2025.

## Vita privata
Bugo è sposato con Elisabetta, una diplomatica. Il matrimonio si è celebrato nel 2011 a Nuova Delhi, in India, dove i due hanno vissuto dal 2010 al 2014. La coppia ha due figli ed attualmente risiede a Bruxelles dopo aver vissuto anche a Milano, Madrid e Roma.
Appassionato di calcio, Bugo è un tifoso della Juventus e ha giocato regolarmente con la Nazionale Italiana Cantanti.

## Discografia

### Album in studio
- 2000 – La prima gratta
- 2001 – Sentimento westernato
- 2002 – Dal lofai al cisei
- 2004 – Golia & Melchiorre
- 2006 – Sguardo contemporaneo
- 2008 – Contatti
- 2011 – Nuovi rimedi per la miopia
- 2016 – Nessuna scala da salire
- 2020 – Cristian Bugatti
- 2024 – Per fortuna che ci sono io

### Raccolte
- 2018 – RockBugo
- 2020 – The Platinum Collection

### EP
- 2002 – Ne vale la pena?
- 2002 – Casalingo
- 2003 – Io mi rompo i coglioni
- 2006 – Che lavoro fai
- 2015 – Arrivano i nostri

### Demo
- 1996 – Pane, pene, pan

### Singoli
- 1999 – Questione d'eternità
- 2002 – Ne vale la pena?
- 2002 – Casalingo
- 2003 – Io mi rompo i coglioni
- 2003 – Pasta al burro
- 2004 – Carla è Franca
- 2004 – Il sintetizzatore
- 2006 – Millennia
- 2006 – Che lavoro fai
- 2006 – Ggeell
- 2006 – Amore mio infinito (feat. Violante Placido)
- 2008 – C'è crisi
- 2008 – Love Boat
- 2008 – Nel giro giusto
- 2011 – I miei occhi vedono
- 2011 – La salita
- 2012 – Comunque io voglio te
- 2012 – Nonhotempo
- 2015 – Cosa ne pensi Sergio
- 2015 – Vado ma non so
- 2016 – Me la godo
- 2016 – Nei tuoi sogni
- 2020 – Sincero (feat. Morgan)
- 2020 – Mi manca (feat. Ermal Meta)
- 2020 – Quando impazzirò
- 2021 – E invece sì
- 2021 – Come mi pare
- 2023 – Everything's Fucking Boring (feat. New Candys)
- 2023 – Un bambino
- 2023 – Rock and Roll
- 2024 – Non lo so!
- 2024 – Per fortuna che ci sono io
- 2024 – Carciofi
- 2025 – Finalmente io ti vedo sicura

## Mostre
- 2009 - Gemine Muse, Museo Faraggiana Ferrandi, Novara, Italia
- 2010 - V.M.21 Gallery, solo exhibition, Roma, Italia
- 2012 - Room Gallery, solo exhibition, Milano, Italy
- 2013 - French fries killing lovers, billboard, Ghaziabad, India
- 2013 - Solo exhibition at Wilson Project Space, Sassari, Italia
- 2013 - Art4shop, public art project, Milano, Italia
- 2014 - Untitled, billboard, New Delhi, India

## Videografia

### Video musicali
| Anno | Titolo                                      | Regista/i                              |
| ---- | ------------------------------------------- | -------------------------------------- |
| 2001 | Ne vale la pena?                            | Cristian Dondi                         |
| 2002 | Casalingo                                   | Andrea Caccia                          |
| 2003 | Io mi rompo i coglioni                      | Andrea Caccia                          |
| 2003 | Pasta al burro                              | Andrea Caccia                          |
| 2004 | Che diritti ho su di te                     | Andrea Caccia                          |
| 2004 | Carla è franca                              | Andrea Caccia                          |
| 2004 | Il sintetizzatore                           | Cristian Dondi                         |
| 2004 | Mezzora prima di morire                     | Cristian Dondi                         |
| 2006 | Che lavoro fai                              | Riccardo Struchil                      |
| 2006 | Ggeell                                      | Diego Lazzarin                         |
| 2006 | Amore mio infinito (feat. Violante Placido) | Cristian Dondi, Diego Lazzarin         |
| 2008 | Felicità                                    | Federico Vitetta, Ty Evans             |
| 2008 | La mano mia                                 | Studenti IED di Milano                 |
| 2009 | C'è crisi                                   | Lorenzo Vignolo                        |
| 2009 | Love Boat                                   | Lorenzo Vignolo                        |
| 2009 | Nel giro giusto                             | Soda Studio                            |
| 2011 | I miei occhi vedono                         | Francesco Lagi                         |
| 2012 | Comunque io voglio te                       | Roberto "Rup" Paolini                  |
| 2012 | Nonhotempo                                  | Olimpia Zagnoli, Alessandro Del Grosso |
| 2015 | Cosa ne pensi Sergio                        | Cristian Dondi                         |
| 2015 | Vado ma non so                              | Romana Meggiolaro                      |
| 2016 | Me la godo                                  | Michele Piazza                         |
| 2016 | Nei tuoi sogni                              | Maddalena Beretta, Paolo Novarese      |
| 2020 | Sincero (feat. Morgan)                      | Eros Galbiati                          |
| 2020 | Mi manca (feat. Ermal Meta)                 | Eros Galbiati                          |
| 2020 | Quando impazzirò                            | Eros Galbiati                          |
| 2021 | E invece sì                                 | Francesco Lagi                         |
| 2021 | Come mi pare                                | Frank Meta                             |
| 2023 | Un bambino                                  | Marcello Perego                        |
| 2023 | Rock and Roll                               | Mehmet Gurkan                          |
| 2024 | Non lo so!                                  | Mehmet Gurkan                          |
| 2024 | Per fortuna che ci sono io                  | Mehmet Gurkan                          |
| 2024 | Carciofi                                    | Mehmet Gurkan                          |
| 2025 | Finalmente io ti vedo sicura                | Mehmet Gurkan                          |

#### Partecipazioni in videoclip di altri artisti
| Anno | Titolo                   | Artista                 | Regista/i   |
| ---- | ------------------------ | ----------------------- | ----------- |
| 2020 | Ma il cielo è sempre blu | Italian Allstars 4 Life | Mauro Russo |

## Filmografia

### Attore
- Pedra Mendalza, regia di Claudio Rocchi (2003)
- Missione di pace, regia di Francesco Lagi (2011)

### Colonne sonore
- Missione di pace, regia di Francesco Lagi (2011)

## Programmi televisivi
- Festival di Castrocaro (Rai 2, 2020) Giurato
- Pechino Express - La rotta dei sultani (Sky Uno, TV8, 2022) Concorrente
- Concerto del Primo Maggio (Rai 3, 2022) Co-conduttore

## Libri
- La festa del nulla, Rizzoli, 2019.[134]